# Asaph Hall
Asaph Hall, ameriški astronom, * 15. oktober 1829, Goshen, Connecticut, ZDA, † 22. november 1907, Annapolis, Maryland, ZDA.

## Življenje in delo
S Clarkovim 660 mm refraktorem je leta 1877 v Washingtonu na Pomorskem observatoriju ZDA odkril obe Marsovi luni Fobos (Strah) in Deimos (Groza) s premeroma približno 23 km in 13 km ter polosema 9350 km in 23.500 km.
Ob Le Verrierjevem iskanju novega planeta Vulkan med Merkurjem in Soncem je Hall menil, da Newtonov splošni gravitacijski zakon ne velja natančno in, da gravitacija pojema hitreje kot s kvadratom razdalje.

## Priznanja

### Nagrade
Kraljeva astronomska družba (RAS) mu je leta 1879 podelila Zlato medaljo.

### Poimenovanja
Po njem se imenujeta kraterja na Luni (Hall) in Fobosu (Hall), ter asteroid 3299 Hall.